# Japansk filosofi
Japansk filosofi (日本哲学 Nihon tetsugaku) har historiskt främst utvecklats genom en sammanställning mellan shintoism, buddhism och konfucianism. Den tidiga japanska filosofin var starkt influerad av kinesisk och indisk filosofi, men också av mitogaku och zen med inriktning mot praktisk visdom.

Inglehart-Welzers jämförande kulturkarta över världens värderingar visar Japan längst mitt upp på kartan; med måttligt självuttryckande men starkaste sekulärt-rationella värderingarna. Ett viktigt resultat från World Values Survey.

Den moderna japanska filosofin har dock även tagit starka intryck av västerländsk filosofi. Därför bör noteras att det är den västerländska filosofins praxis som universiteten tillämpar efter Meijirestaurationen, då Japan importerade denna. Detta därför att ordet filosofi med det japanska ordet tetsugaku (哲学), skapat av Nishi Amane, ordagrant betyder "visdomslära". Vidare handlar det om alla rent filosofiska termer och element enligt de definitioner de ges filosofiskt, som står att finna i japanska tänkesätt även före Meiji eran (när Japan öppnade för vetenskap och västerländsk filosofi). Slutligen gäller att framhålla att det existerar en typisk japansk filosofi, knuten till ett specifikt japansk sätt att tänka, och det är vad som avses med japanska filosofi (i detta avseende överväganden som representanterar Kyoto-skolan).

## Utveckling

### Från myt till religion och metafysik
Vid tidpunkten för den japanska erans början (200- och 300-talen) tog det filosofiska ursprunget sin karaktär från animistiska och shamanistiska trosföreställningar vid uppkomsten av Shinto, som så småningom systematiserades på ett doktrinärt sätt mot ritualisering och gudar.
Med det kinesiska och koreanska kulturella inflytandets ankomst på 400-talet uppstår även studiet av japans historia, och filosofiskt tänkande förblir fortfarande låst till mytologi och shintō som texterna i Kojiki från år 712 och Nihonshoki från år 720 innehåller, vilka visar oss att historia och politik status är markant komponent i japansk litteratur.
För att stärka kejsarens (Tenno) makt över imperiet formulerades grunden för den kejserliga doktrin, i vilken den gudomliga kraften och statliga principen slogs fast. När så konfucianismen anländer till Japan, förstärktes doktrinen av denna statsideologi tack vare huvudpunkterna som erbjöd himmelsk dominans över det jordiska, vördnad för föräldrarna och kardinaldygderna.
När det gäller daoismen fick den föga uppmärksamhet, även om vissa av dess funktioner så småningom assimilerades  i shintō och konfucianism men framför allt i Zen buddhismen.
Det blev just med buddhismen, det som bredvid shintō markerade  det avgörande inflytandet på den japanska filosofin, och behöll sin överensstämmelse mellan gudomligheterna i båda religionerna, främst den buddhistiska Mahayana och sammanslagningen med det tantriska/Vajrayana. 
- Kakinomoto no Hitomaro
- Tendai
- Shingon

### Vidare till filosofisk antropologi
Några företrädare
- Kamo no Chomei
- Yoshida Kenkō
- Heike monogatari

### Vidare till civilteologisk ortodoxi
Runt år 1600 uppträder den berömde samurajen Miyamoto Musashi, som med åren blev stor författare att utveckla de japanska tankarna om bushidō. Han var den störste samurajen av sin tid, obesegrad i 60 dueller till sin död och andra där han tvingat sin motståndare att erkänna sitt nederlag. Endast 13 år gammal begick han sin första duell och började därmed sin färd som ensamvarg mot slutet av sina dagar, då han bestämde sig för att skriva sitt arbete, De fem ringarnas bok, där han förespråkar krigarna att inte vänja sig endast ett särskilt vapen, utan att bli självständiga och oberoende inför val av vapen att använda för att besegra motståndare, och framför allt vid val av taktik. Han var en stor strateg. 
- Itō Jinsai läser och kritiserar Zhu Xi
- Ogyū Sorai
- Arai Hakuseki
- Hirata Atsutane

### Vidare till pluralism och pragmatism
Under denna period blomstrade Kyoto-skolan, från vilken  figuren Tanabe Hajime kom, som tog fram en vetenskaplig epistemologi baserad på postulat från Nishida Kitarō, Husserl , Hegel och Martin Heidegger.
Akutagawa Ryunosukes och Kawakami Hajimes idéer lämnade även avtryck.
Kokugaku (国学 nationella studier) var en etnocentrisk, litterärt-filologisk och filosofisk skola i Japan för studium av klassisk japansk litteratur, som uppträdde under det sena 1700-talet. Nihonjinron med Essens och begrepp som kokutai och Yamato-damashii träder fram.

## Krigarens väg
Japanernas stridskonst har utvecklats som filosofiska andliga metoder, budōn. Budō påverkades starkt av Zens tankevärld, även om det finns undantag. Till exempel var Morihei Ueshiba, grundare av aikidō, främst påverkad av shintō-tänkande.
Japanska kampsporter som relaterar till en filosofi, gör det med nomineringen "Dō" , som syftar på vägen. Således är bushidō krigarens väg och kendō är svärdets väg, det vill säga samurajens konst. Den väg som anger kampsport är alltså bushidō, som rör sig inom flera konstarter. Och för Japan är den viktigaste kendō, svärdets väg, som togs fram och utvecklades under samurajernas epok. Efter  Meijiperiodens slut har denna kast försvagats och kendō har då utvecklats som en konst att fortsätta hålla sin kropp och själ i trim efter krigarens princip.
Kendō hade också stora tänkare bland sina medlemmar, som har förandligat den, likt Yamamoto Tsunetomo från Nabeshima-klanen, som var ansvarig för att redigera  en version av Hagakure (omnämnt i filmen Ghost Dog - Samurajens väg). Hagakure är ett praktiskt verk, en moralnorm som länge hemlighölls av Nabeshima-klanen för att utbilda sina unga krigare och förhindra andra klaner att få del av den. Hagakuren användes under Stillahavskriget inte bara för politiska och ideologiska syften, utan framför allt till att stärka kamikaze-piloternas beslutsamhet. Där har även den moderne författaren Yukio Mishima verkat för att förlänga den. Han var den siste japanen att praktisera seppuku-ritualen för att avsluta sina dagar. Med att förklara sitt land korrupt av amerikansk kultur, markerade hans självmord detta för landet och hela världen i  Miyamoto Musashis anda. 
När det gäller kendō, finns det en tydlig uppdelning mellan det gamla och det nya kendō, som inträffar vid efterkrigstiden (1945). Kendō utövning förbjöds av USA, som fann denna konst mycket farlig, eftersom den sporrade de japanska krigarnas  obändiga beslutsamhet och järnvilja. Kejsaren hade likväl förhandlat sig till att i sitt palats fortfarande ha kvar den enda dōjōn i Japan, och han samlade ett tiotal stormästare för att de skulle utveckla och sinsemellan kommunicera den egna dōjōns metoder. Detta ledde till att skapa den japanska kendō-federationen, och de tio japanska stormästarna återvände till sina respektive dōjōer för att förfina sin undervisning och sprida färdigheten över hela världen. Och när stormästarnas elever  for till Amerika och Europa, etablerade sig dōjōer lite varstans, vilket blev kendōns höjdpunkt.